# Electric Sun
Electric Sun est un groupe allemand de heavy metal. Il est formé en 1978 par Uli Jon Roth, ex-guitariste du groupe allemand Scorpions. Le groupe compte au total trois albums enregistrés entre 1978 et 1985.

## Historique
Après avoir enregistré quatre albums avec Scorpions, Uli Jon Roth décide de quitter le groupe en 1978. Il forme alors son propre groupe, Electric Sun, en engageant le bassiste Ule Ritgen et le batteur Clive Edwards. Dès 1979 sort le premier album, Earthquake, dans lequel Uli Jon Roth exprime son attachement au hard rock psychédélique et cosmique. L'album est enregistré entre novembre 1978 et janvier 1979. Sidhatta Gautama remplace Clive Edwards, part précipitamment après la sortie d'Earthquake, et le trio signe un nouvel album deux ans plus tard, intitulé Fire Wind, dans la même veine que le précédent. 
Pour le dernier album, Roth souhaite améliorer son projet. Il engage alors Clive Bunker, batteur renommé et ex-Jethro Tull, deux chanteurs,  Michael  Flexig et Nicky Moore, ainsi qu'un grand nombre de musiciens. Après quatre ans de préparation, le nouvel album est prêt. Intitulé Beyond the Astral Skies, il sort en 1985. En 1986, Roth décide d'abandonner le nom d'Electric Sun pour le remplacer par le sien. Les prochains albums sortiront donc sous le nom d'Uli Jon Roth.

## Style musical
Le style d'Electric Sun est assez difficile à cerner. Hard rock aux relents psychédéliques et parfois expérimental, comprenant parfois de longs passages instrumentaux et planants pour les deux premiers albums, et metal néo-classique pour le dernier, style où Uli Jon Roth fait figure de référence.

## Membres
- Uli Jon Roth - guitare, chant
- Ule Ritgen - basse
- Clive Edwards - batterie (1978-1980)
- Sidhatta Gautama - batterie (1981)
- Clive Bunker - batterie (1982-1985)
- Michael Flexig - chant
- Nicky Moore - chant

## Discographie
- 1979 : Earthquake
- 1981 : Fire Wind
- 1985 : Beyond the Astral Skies